# Partir, revenir
Pour plus de détails, voir Fiche technique et Distribution.
Partir, revenir est un 
film français réalisé par Claude Lelouch sorti en 1985.

## Synopsis
1985. Salomé Lerner vient d'écrire un livre sur sa vie. Elle passe à la télévision dans l'émission Apostrophes de Bernard Pivot, et celui-ci imagine aussitôt le film qu'on pourrait en faire. Un film tout en musique où Salomé imagine le pianiste Erik Berchot en réincarnation de son frère.
Paris 1939. Roland et Hélène Rivière sympathisent avec Simon et Sarah Lerner. Les deux hommes sont dans le monde médical. Vincent, le fils Rivière s'éprend de Salomé, la fille de Simon et Sarah, mais cette idylle n'est pas réciproque. La guerre menace et les Rivière projettent de quitter Paris pour la Bourgogne si celle-ci doit éclater, ce qui est le cas quelques semaines plus tard. Restés à Paris, les Lerner tentent de mener une vie discrète pour se tenir à l'abri des rafles. Mais dénoncés par la concierge de leur immeuble, ils fuient précipitamment Paris et se réfugient chez Roland et Hélène, propriétaires du château de leur village bourguignon. Vincent reprend sa cour auprès de Salomé, qui l'évite comme elle peut. Pour leur sécurité, les réfugiés ne doivent pas quitter le château et Salomon Lerner essaye de tuer le temps sur le piano des Rivière en jouant le Concerto no 2 de Rachmaninov. 
La situation devenant pesante, Hélène a l'idée de fiancer fictivement Vincent et Salomé pour officialiser la présence des Lerner auprès des villageois en organisant une grande fête. Quelque temps plus tard, la police allemande débarque au château et procède à l'arrestation des Lerner. Ceux-ci comprennent qu'ils ont été dénoncés.
À la fin de la guerre, Salomé, seule survivante de la famille, revient au château des Rivière pour tenter de découvrir la vérité...

## Fiche technique
- Titre : Partir, revenir
- Réalisateur : Claude Lelouch
- Scénario : Claude Lelouch
- Adaptation et dialogues : Claude Lelouch, Jérôme Tonnerre, Julie Pavesi, Pierre Uytterhoeven.
- Assistants réalisateur : Charles Tible, Benjamin Legrand, Eric Hubert.
- Montage : Hugues Darnois (image), Olivier Doat (son).
- Musique : Michel Legrand, Serguei Rachmaninov
- Chanson Partir, revenir écrite par Jean-Loup Dabadie, mise en musique par Michel Legrand, interprétée par Liliane Davis et dite par Annie Girardot (éditée en 33 tours et en cassette audio).
- Pays de production :  France
- Genre : Drame, guerre
- Durée : 1h57.
- Date de sortie : 27 mars 1985
- Visa n°57.745.
- Film sorti en vidéo chez GCR, puis en DVD chez TF1 vidéo (le 16-6-2001).

## Distribution
- Annie Girardot : Hélène Rivière
- Jean-Louis Trintignant : Roland Rivière
- Evelyne Bouix : Salomé Lerner
- Richard Anconina : Vincent Rivière
- Françoise Fabian : Sarah Lerner
- Michel Piccoli : Simon Lerner
- Erik Berchot : Salomon Lerner/Lui-même
- Charles Gérard : Ténardon
- Isabelle Sadoyan : La gouvernante des Rivière
- Jean Bouise : Le curé
- Marie-Sophie L. (Marie-Sophie Pochat) : Angéla, l'amie de Salomon
- Ginette Garcin : La domestique du curé
- Denis Lavant : Le patient de Simon Lerner
- Dominique Pinon : Un villageois
- Denise Péron : Une villageoise
- Monique Lange : Salomé en 1985

- avec la participation de :
- Bernard Pivot : Lui-même
- Henri Amouroux : Lui-même
- Bernard-Henri Lévy : Lui-même
- Michel Legrand : le chef d'orchestre

- Avec la voix de Claude Lelouch (Une femme s'est jetée sur la voie !).

- et avec, par ordre alphabétique : Nella Barbier, Eugène Berthier, Marie Cardon, Maryline Even, Éliane Gauthier, Frédéric Gicquel, Arlette Gordon, Luc Jamati, François Jousseaume, Catherine et Françoise Lorente, Jacques Mathou, Claudine et Georges Mavros, Antoine Mikola, Nadia Mediouni, Georges Rabol, Peter Semler. Et avec Rémy Julienne et Josy Venon (cascades).

## Lieu de tournage
- L'essentiel de l'action se déroule dans le château du village de Châteauneuf-en-Auxois.
- Gare de Pouilly-en-Auxois
- Plage de L'Isle-Adam.

## Accueil critique
- Annie Girardot retrouve toute sa splendeur, toute sa grandeur de comédienne, jouant sur plusieurs registres. (Jacques Siclier, Le Monde, 28-3-85)
- Annie Girardot enfin de retour après tant de faux pas, sobre, vraie, dans un rôle moins simple qu’il n’y paraît d’abord. (Annie Coppermann, Les Echos, 28-3-85)
- ... et Girardot surtout, que Lelouch nous rendit déjà dans “Vivre pour vivre” et qui vibre, libre. Visage et âme nus, elle livre -et gagne- un nouveau combat. (José-Maria Bescos, Pariscope, 3-4-85)
- Maman Girardot, sublime, on avait presque oublié qu’elle était l’une des plus grandes actrices françaises. (Jean-François Josselin, Le Nouvel Observateur, 5-4-85)
- Je voudrais accorder une place particulière à Annie Girardot qui n’avait pas, ces derniers temps, été très bien servie par le cinéma. Elle prend ici une revanche éclatante. Sous les traits d’Hélène Rivière, elle livre le meilleur d’elle-même, délivrée de ces artifices où trop de personnages stéréotypés, figés, l’avaient conduite. Souhaitons que ce rôle lui rende la disponibilité, la virginité des comédiens, lui rende la vie. (Benoît Régent, La Revue des Deux Mondes, 1-5-85)

## Autour du film
- Tournage Annie Girardot : 6 semaines consécutives du 3 septembre au 13 octobre 1984. Sortie Paris le 27 mars 1985.
- Le concerto n°2 de Rachmaninov avait déjà été utilisé au cinéma dans le film Brève rencontre. Dans ce film, Celia Johnson écoute ce concerto à la radio en se remémorant son aventure sentimentale que nous raconte ce film.
- Le générique du film précise : Partir revenir, histoire romanesque pour piano, orchestre et caméra.
- Le film devait s'appeler L'hiver en plein été.
- Le film comprend une séance de projection du film Le corbeau de Henri-Georges Clouzot.